# Talisayan
Talisayan es un municipio filipino de cuarta categoría, situado en la parte sudeste de la isla de Mindanao. Forma parte de  la provincia de Misamis Oriental. 
Para las elecciones está encuadrado en el Primer Distrito Electoral.

## Barrios
El municipio  de Talisayan se divide, a los efectos administrativos, en 18 barangayes o barrios, conforme a la siguiente relación:
| - Bugdang - Calamcam - Casibole - Macopa | - Magkarila - Mahayag - Mandahilag - Mintabon | - Pangpangón - Población - Pook - Punta Santiago | - Puting Balas - San José - Santa Inés - Sibantang | - Sindangan - Tagbocboc |

## Historia
La provincia de Misamis, creada en 1818, formaba parte de la Capitanía General de Filipinas (1520-1898). Estaba dividida en cuatro partidos. El Partido de Cagayán, con Cagayán, Iponán, Molugán, Hasaán y Salay.

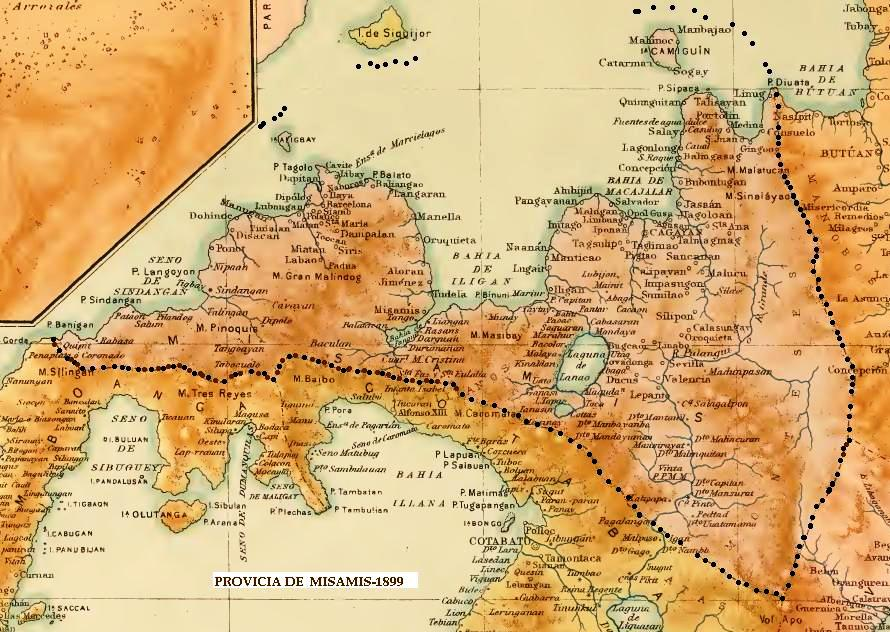
El Distrito 2º de Misamis en 1899.

A finales del siglo XIX la isla de Mindanao se hallaba dividida en siete distritos o provincias, uno de los cuales era el Distrito 2º de Misamis, su capital era la villa de Cagayán de Misamis y del mismo dependía la comandancia de Dapitan. Uno de sus pueblos era Talisayan, fundado en 1864 y  que entonces contaba con una población de  5.877 almas incluyendo sus visitas eran   Balingoán, Quinuguitán, Santa Inés, San Miguel y Portolín;
A principios del siglo XX, durante la ocupación estadounidense de Filipinas, Talisayan era uno de los 15 municipios que formaban la provincia de Misamis.
El 1 de julio de 1948 los barrios de Medina y de Portulín, o la parte del territorio del actual municipio de Talisayan situada al sureste de Minbuaya Creek, quedan organizados en un municipio independiente bajo el nombre de Medina con la sede del gobierno en el barrio de la Medina.